# Ana Cowley
Anne Pyne Cowley es una astrónoma estadounidense conocida por sus observaciones espectroscópicas de estrellas y agujeros negros estelares, incluido el descubrimiento en 1983 de un probable agujero negro en LMC X-3, un sistema estelar binario de rayos X en la Gran Nube de Magallanes. Este se convirtió en el primer agujero negro estelar extragaláctico conocido, y el segundo agujero negro estelar conocido después de Cygnus X-1. Es profesora emérita de la Universidad Estatal de Arizona.

## Biografía
Cowley se graduó en 1959 en el Wellesley College, donde se interesó por la astronomía después de realizar un curso de educación general sobre el tema. Fue a la Universidad de Míchigan para realizar estudios de posgrado en astronomía, donde obtuvo un doctorado y conoció a su futuro esposo, el astrónomo Charles R. Cowley.
Continuó como investigadora en la Universidad de Chicago hasta 1967, cuando regresó a la Universidad de Míchigan como científica investigadora. En 1983, aceptó una cátedra en la Universidad Estatal de Arizona.

## Reconocimiento
En 1986, Wellesley College le otorgó a Cowley su premio Alumnae Achievement Award. Fue nombrada Legacy Fellow de la American Astronomical Society en 2020.